# Жолт Дьюлай
Жолт Дьюлай (угор. Gyulay Zsolt, нар. 12 вересня 1964, Вац, Угорщина) — угорський веслувальник на байдарках, дворазовий олімпійський чемпіон (1988 рік), дворазовий срібний (1992 рік) призер Олімпійських ігор, шестиразовий чемпіон світу.

## Кар'єра
Жолт Дьюлай народився 12 вересня 1964 року в місті Вац.
Перший успіх до спортсмена прийшов у 1986 році. На чемпіонаті світу виграв золото у складі байдарки-четвірки на дистанції 1000 метрів. Окрім цього виграв срібну медаль у одиночному заїзді на дистанції 500 метрів. Через рік у байдарці-четвірці здобув ще одну перемогу. На Олімпійських іграх у 1988 році він став олімпійських чемпіоном у байдарках четвірках на дистанції 1000 метрів (окрім Дьюлая у складі екіпажу були: Аттіла Абрахам, Ференц Чіпеш та Шандор Ходоші). Ще одну золоту медаль цих змагань спортсмен завоював у одиночному заїзді на дистанції 500 метрів.
У 1989 році став дворазовим чемпіоном світу. Перемоги він здобув у байдарці-одиночці на дистанції 1000 метрів, а також у байдарці-четвірці на дистанції 1000 метрів. Через рік захистив титул чемпіона світу в байдарках-четвірках на дистанції 1000 метрів. У 1991 році втретє поспіль виграв дистанцію 1000 метрів у байдарках-четвірках, а також став бронзовим призером на дистанції 500 метрів, а також у байдарках двійках разом з Ференцом Чіпешом на дистанції 500 метрів. На Олімпійських іграх у 1992 році знову виступив у складі байдарки-четвірки на дистанції 1000 метрів. У порівнянні з золотим екіпажем 1988 року відбулася одна зміна у складі: Шандора Ходоші замінив Фідель Ласло. У фіналі цей екіпаж поступився лише збірній Німеччини, вигравши срібні нагороди. Захистити титул олімпійського чемпіона на дистанції 500 метрів спортсмену також не вдалося. У фіналі він також став другим, поступившись фінському спортсмену Мікко Колехмайнену. Ще однією дистанцією, на якій виступив спортсмен була дистанція 500 метрів у байдарках-двійках (напарником був Ференц Чіпеш). У фіналі його екіпаж став лише сьомим.
На чемпіонаті світу 1993 року зумів здобути дві нагороди: срібло та бронзу в байдарках-четвірках (1000 та 500 метрів відповідно). Через два роки знову виграв срібну медаль у байдарках-четвірках на дистанції 1000 метрів. Окрім цього, з новим напарником у байдарках двійках Крістіаном Бартафаєм, став срібним призером на дистанції 500 метрів, та бронзовим на дистанції 200 метрів. На Олімпійських іграх 1996 року спортсмен знову виступив у парі з Крістіаном Бартафаєм. У фіналі заїзду на 500 метрів вони у фіналі фінішували шостими. Після цих змагань вирішив завершити кар'єру.

## Виступи на Олімпійських іграх
| Олімпіада      | Дисципліна                     | Місце |
| -------------- | ------------------------------ | ----- |
| Сеул 1988      | байдарки-одиночки, 500 метрів  | 1     |
| Сеул 1988      | байдарки-четвірки, 1000 метрів | 1     |
| Барселона 1992 | байдарки-одиночки, 500 метрів  | 2     |
| Барселона 1992 | байдарки-двійки, 500 метрів    | 7     |
| Барселона 1992 | байдарки-четвірки, 1000 метрів | 2     |
| Атланта 1996   | байдарки-двійки, 500 метрів    | 6     |